# جورج أندري
جورج أندري (بالإنجليزية: George Andree)‏ هو لاعب كرة قدم أمريكية وطبيب أسنان أمريكي، ولد في 7 فبراير 1879 في مانيستي في الولايات المتحدة، وتوفي في 5 أكتوبر 1934 في سكوتفيل في الولايات المتحدة.